# Queenie (serie de televisión)
Queenie es una próxima serie de televisión británica, basada en la novela del mismo nombre de Candice Carty-Williams. La serie es desarrollada por Further South Productions en asociación con Lionsgate Television para Channel 4.

## Elenco
- Dionne Brown como Queenie Jenkins
- Samuel Adewunmi como Frank
- Bellah como Kyazike
- Sally Phillips como Gina
- Jon Pointing como Tom
- Tilly Keeper como Darcy
- Llewella Gideon como la abuela Veronica
- Michelle Greenidge como la tía Maggie
- Elisha Applebaum como Cassandra
- Cristale De'Abreu como Diana
- Mim Shaikh como Adi
- Joseph Marcell como el abuelo Wilfred
- Joseph Ollman
- Melissa Johns
- Laura Whitmore

## Producción
Se estaba desarrollando una adaptación de la novela de Carty-Williams con Channel 4 en 2019. En agosto de 2021, se confirmó que Channel 4 había encargado una adaptación de ocho episodios, con la propia Carty-Williams como showrunner y productora ejecutiva. También son productores ejecutivos Steve November y Sarah Conroy de Further South Productions, con Lisa Walters como coejecutiva y productora de la serie. Junto a Carty-Williams en la sala de escritura están Ryan Calais Cameron, Yolanda Mercy, Natasha Brown y Thara Popoola. La serie está dirigida por Joelle Mae David y Makalla McPherson.
En mayo de 2023, se anunció el elenco, con Dionne Brown liderando la serie como el personaje principal. También se unieron al elenco Samuel Adewunmi, Bellah, Sally Phillips, Jon Pointing, Tilly Keeper, Llewella Gideon, Michelle Greenidge, Cristale De'Abreu, Elisha Applebaum, and Mim Shaikh. En diciembre de 2023 se revelaron más miembros del elenco, incluidos Joseph Marcell, Joseph Ollman, Melissa Johns, and Laura Whitmore.
La fotografía principal comenzó en abril de 2023 en el sur de Londres.

## Estreno
Onyx Collective se embarcó en el proyecto en mayo de 2023 como distribuidor internacional; la serie se lanzará en Hulu, Disney+ y Star fuera del Reino Unido e Irlanda.